# طرح‌های شهری

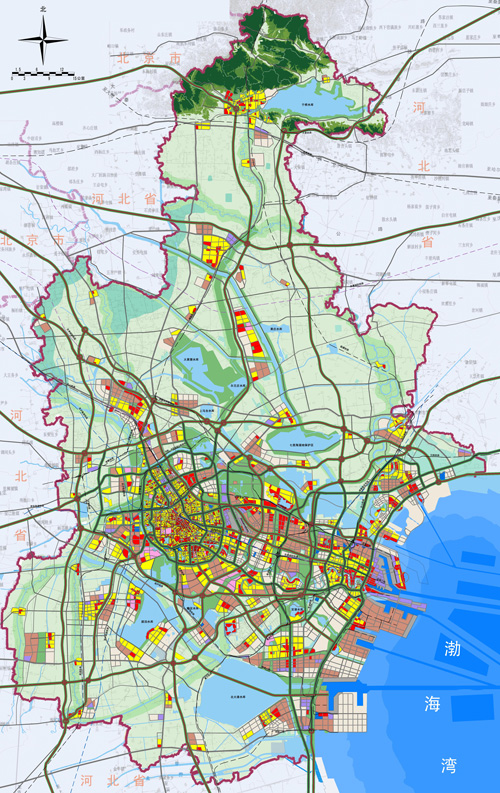
نقشه طرح‌های شهری

طرح‌های توسعه شهری، یک دسته از طرح‌های شهرسازی می‌باشند که مسائل محیط طبیعی و مصنوع را در مقیاس شهری مورد مطالعه قرار می‌دهند و به چندین گروه اصلی تقسیم می‌شوند:
طرح گردشگری هنرهای دستی اقوام ایرانی مکانی برای اشتغال و سکونت هنرمندان است

## طرح جامع شهری
طرح جامع شهری عبارت از طرح بلند مدتی است که در آن نحوه استفاده از اراضی و منطقه‌بندی مربوط به حوزه‌های مسکونی، صنعتی، بازرگانی، اداری و کشاورزی و تأسیسات و تجهیزات و تسهیلات شهری و نیازمندی‌های عمومی شهری، خطوط کلی ارتباطی و محل مراکز انتهایی خط (ترمینال) و فرودگاه‌ها و بنادر و سطح لازم برای ایجاد تأسیسات و تجهیزات و تسهیلات عمومی مناطق نوسازی، بهسازی و اولویتهای مربوط به آن‌ها تعیین می‌شود و ضوابط و مقررات مربوط به کلیه موارد فوق و همچنین ضوابط مربوط به حفظ بنا و نماهای تاریخی و مناظر طبیعی، تهیه و تنظیم می‌گردد. طرح جامع شهر بر حسب ضرورت قابل تجدیدنظر خواهد بود.

## طرح تفصیلی
طرح تفصیلی عبارت از طرحی است که بر اساس معیارها و ضوابط کلی طرح جامع شهر نحوه استفاده از زمین‌های شهری در سطح محلات مختلف شهر و موقعیت و مساحت دقیق زمین برای هر یک از آن‌ها و وضع دقیق و تفصیلی شبکه عبور و مرور و میزان تراکم جمعیت و تراکم ساختمانی در واحدهای شهری و اولویتهای مربوط به مناطق بهسازی و نوسازی و توسعه و حل مشکلات شهری و موقعیت کلیه عوامل مختلف شهری در آن تعیین می‌شود و نقشه‌ها و مشخصات مربوط به مالکیت بر اساس مدارک ثبتی تهیه و تنظیم می‌گردد.
مرجع تصویب طرح تفصیلی شورای عالی شهرسازی و معماری ایران، یا به صورت دقیق‌تر کمسیون ماده ۵ است. این کمسیون تشکیل شده از استاندار یا فرماندار (ریاست کمسیون)، شهردار، نماینده وزارت جهاد کشاورزی، نماینده وزارت راه و شهرسازی، نماینده شورای اسلامی شهر، نماینده سازمان نظام مهندسی و نماینده میراث فرهنگی می‌باشد.

## طرح راهبرد توسعه شهری CDS
یکی از طرح‌های استراتژیک و نوین است که از سال ۸۵ توسط ناصر براتی در ایران پیاده شده‌است و در حال تبدیل شدن به قانون است. اجزاء CDS با توجه به شرایط و ویژگی‌های هر شهر اغلب تغییر می‌یابند. لیکن، ۳ عنصر اصلی آن عبارتند از:
1. طراحی و ارزیابی (تشکیلات سازمانی برای فرایند و ارزیابی وضعیت شهر (وضع موجود))
2. چشم‌انداز و استراتژی (تنظیم چشم‌انداز بلند مدت و تعیین استراتژی‌ها)
3. اجراء و نظارت (اجراء برنامه عمل، نهادینه کردن فرایند CDS و نظارت بر آن، مرور بر استراتژیها)

بانک جهانی شهرهای پایدار بر اساس راهبرد توسعه شهری را شهرهایی می‌داند که:
- قابل زندگی هستند(Livable)
- رقابتی هستندCompetitive))
- بانکی هستند(Bankable)
- خوب مدیریت و اداره می‌شوند (Well managed and well governed)
اصول فوق چهار رکن اساسی CDS را تشکیل می‌دهند که بشرح زیر توضیح داده می‌شوند:
- قابل زندگی بودن (Livability)
شهری قابل زندگی است که در آن همه ساکنین از فرصت‌های یکسان برای مشارکت و بهره‌مندی از زندگی اقتصادی و سیاسی شهر برخوردار باشند
رقابتی بودن (Competitiveness)
- شهرهای رقابتی شهرهایی هستند که اقتصاد قوی با رشد اشتغال، درآمد و سرمایه‌گذاری همه‌جانبه دارند.
- لازمه توسعه کارآمد شهری فراهم آوردن شرایط مناسب برای افزایش بهره‌وری افراد و مؤسسات است.
- در شهرهای رقابتی، تولید، سرمایه‌گذاری، اشتغال و تجارت به شکل پویا و در ارتباط با فرصت‌های بازار شکل می‌گیرند

## طرح بهسازی و نوسازی بافت‌های فرسوده
طرحهای بهسازی، نوسازی، بازسازی و مرمت بافت‌ها طرح‌هایی هستند که برای بهسازی، نوسازی و بازسازی محلات شهر اعم از قدیم، جدید یا مسئله‌دار به عنوان طرح تفصیلی بخشی از بافت موجود شهر تهیه می‌شوند.

## طرح آماده‌سازی توسعه‌های جدید در شهرها
طرح آماده سازی زمین از سال ۱۳۶۴ در ایران معمول شده است.این طرح‌ها شامل مجموعه عملیات لازم برای مهیا نمودن زمین جهت احداث مسکن و تأسیسات لازم مربوط مطابق قانون زمین شهری و آیین‌نامه‌های اجرایی آن است و به عنوان طرح تفصیلی توسعه‌های جدید شهری تهیه می‌گردد.

## طرح تفصیلی موضوعی
طرح موضوعی نیز طرحی است که برای احیاء برخی از مکان‌های متروک و با عملکردهای قبلی خاص و ناحیه‌هایی وسیع (مثل معادن) یا حفاظت چند ناحیه با ارزش معماری در محورها حومه‌ها و سواحل یا برای فعالیت‌های تفریحی و گردش و نیز فضای سبز یا کمربند سبز تهیه می‌شود و همانطوری‌که از معنای لغوی آن برمی آید معطوف به موضوعات خاص برنامه‌ریزی و در واقع برای تکمیل طرح‌های تفصیلی پایه و موضعی می‌باشد و مشخصات عمومی چنین طرحی عبارت است از زمان محدود تغییر در موضوع خاص محدوده‌هایی خاص در بخشی از شهر یا در سطح تمام شهر و همراه با ویژگی‌های قابل تغییر یا اصلاح بودن از نظر مشخصات اجرایی نیز این طرح می‌تواند توسط بخش عمومی یا خصوصی یا ترکیبی از هر دوی آن‌ها صورت گرفته و با همکاری نهادهای مرتبط با موضوع اجرا شود. وظایف خاص طرح ساماندهی جنبه‌های خاص تقویت سایر طرح‌های شهری و تعیین وظایف نهادهای ذی‌ربط بوده و اسناد آن نیز شامل نقشه پیشنهادها گزارش مکتوب برای ضرورت‌ها و سیاست‌های اجرایی و سایر مطالب توضیحی و تشریحی می‌باشد.

## طرح تفصیلی موضعی
طرح موضعی طرحی است که هم از نظر زمانی و هم از نظر مکانی با محدودیت همراه بوده و شامل طراحی توسعه جدید شهر با تجدید نظر در طرح‌های توسعه قبلی یا بهسازی مناطقی از شهر یا ترکیبی از این‌ها خواهد بود. از نظر مشخصات عمومی این طرح برای حداکثر مدت ده سال و همراه با قابلیت تغییرات عمیق در محدوده نسبتاً کوچک‌تر تهیه شده و قابل تغییر و اصلاح می‌باشد.
اجرای آن‌ها توسط بخش عمومی یا خصوصی یا ترکیبی از هر دوی آن‌ها صورت گرفته و با همکاری نهادهای مختلف به ویژه بخش‌های مرکزی یا نواحی بزرگ جدید انجام خواهد شد. وظایف خاص چنین طرح ساماندهی مراکز شهری ساماندهی نواحی مسکونی قدیم یا جدید و ساماندهی نواحی صنعتی تجاری تفریحی گردشگری و غیره بوده اسناد آن نیز شامل نقشه پیشنهادها سند پیشنهادها و سیاست‌های اجرایی و سایر مطالب توضیحی و تشریحی همراه با برآوردهای مالی می‌باشد.

## طرح هادی شهری
طرح هادی شهری عبارت از طرحی است که در آن جهت گسترش آتی شهر و نحوه استفاده از زمین‌های شهری برای عملکردهای مختلف به منظور حل مشکلات حاد و فوری شهر و ارائه راه‌حل‌های کوتاه مدت و مناسب برای شهرهایی که دارای طرح جامع نمی‌باشند، تهیه می‌شود.

## طرح شهرهای جدید
طرح شهرهای جدیدعبارت است از طرح‌هایی که برای ایجاد شهرهای جدید طبق تعریف ماده (۱) تصویب‌نامه شماره ۲۳۴۰/ت۲۷۶هـ مورخ ۲۵/۶/۱۳۷۱ در قالب طرح‌های کالبدی ملی و منطقه‌ای و جامع ناحیه‌ای ضرورت و مکان ایجاد آن‌ها با سقف جمعیتی و نوع فعالیت معین به تصویب شورای عالی شهرسازی و معماری ایران خواهد رسید و متعاقب آن و مانند سایر شهرها بایستی برای آن‌ها طرح جامع و تفصیلی تهیه شود.

## طرح شهرکهای مسکونی
طرح شهرک‌های مسکونی طرحی که برای ایجاد یک مرکز جمعیتی جدید در خارج از محدوده قانونی و حریم شهرها ـ مصوب ۱۳۵۵ ـ تهیه می‌شود.

## طرح سایر شهرک‌ها (صنعتی، تفریحی،...)
طرح سایر شهرک‌ها طرح‌هایی که برای ایجاد شهرک غیرمسکونی با عملکرد خاص نظیر صنعتی، توریستی، تفریحی و … طبق مقررات و قوانین مربوط به آن‌ها تهیه می‌شوند.

## مدل‌سازی اطلاعات ساختمان و طرح‌های شهری
یکی از ایده‌های جدید موجود در طرح‌های شهری با توجه به ویژگی‌های همچون تجسم سه بعدی و فضا سازی فوق‌العاده ابزار مدل‌سازی اطلاعات ساختمان (BIM) استفاده از آن در طرح‌های شهری و به‌خصوص استفاده از آنالیز انرژی آن جهت بررسی اتلاف انرژی در زیر ساخت‌های شهری است که به تازگی مورد استفاده قرارم می‌گیرد. از سوی دیگر یکی از جذابیت‌های استفاده از BIM، مفهوم قابلیت پاسخگویی آن به پروژه «از مرحله گهواره تا گور» است که شامل عملیات بهره‌برداری و نگهداری، پس از پایان پروژه می‌باشد. از آنجایی که مدل BIM در حین ساخت، به‌طور مداوم به روز می‌گردد، بنابراین مدل تحویل داده شده به مهندس مسئول بهره‌برداری و نگهداری تجهیزات، همان نقشه‌های As Built نهایی خواهند بود. علاوه بر آن، تمام اطلاعات مربوط به محصولات، مصالح و سیستم‌های نصب شده در پروژه، به‌طور مستقیم به دفترچه راهنمای استفاده از آنها، که مورد استفاده مسئول آن قرار می‌گیرد، مرتبط می‌گردد. این جذابیت مدل‌سازی اطلاعات ساختمان باعث شده که استفاده از آن در تعمیر و نگهداری ساختمان حتی در ساختمان‌های موجود که فاقد مدل هستند با انجام اسکن لیزری از ساختمان به خصوص در مورد ساختمان‌های تاریخی و میراث فرهنگی مورد توجه قرارگرفته‌است که ازجمله این موارد می‌توان به استفاده از آن در تالار بریزبن استرالیا اشاره نمود.